# Arkitektur i Östtyskland

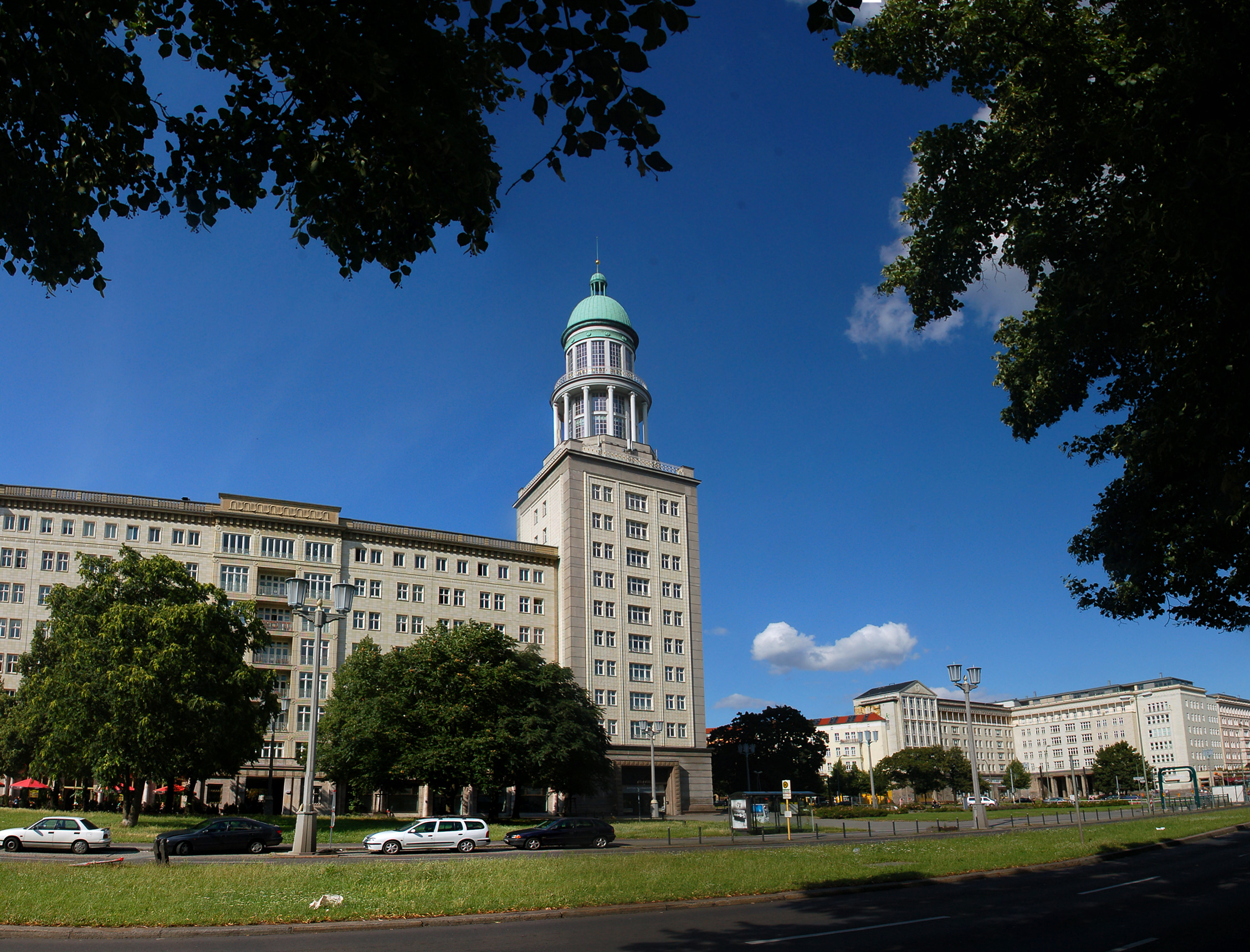
Typisk 1950-talsarkitektur på Karl-Marx-Allee i Berlin

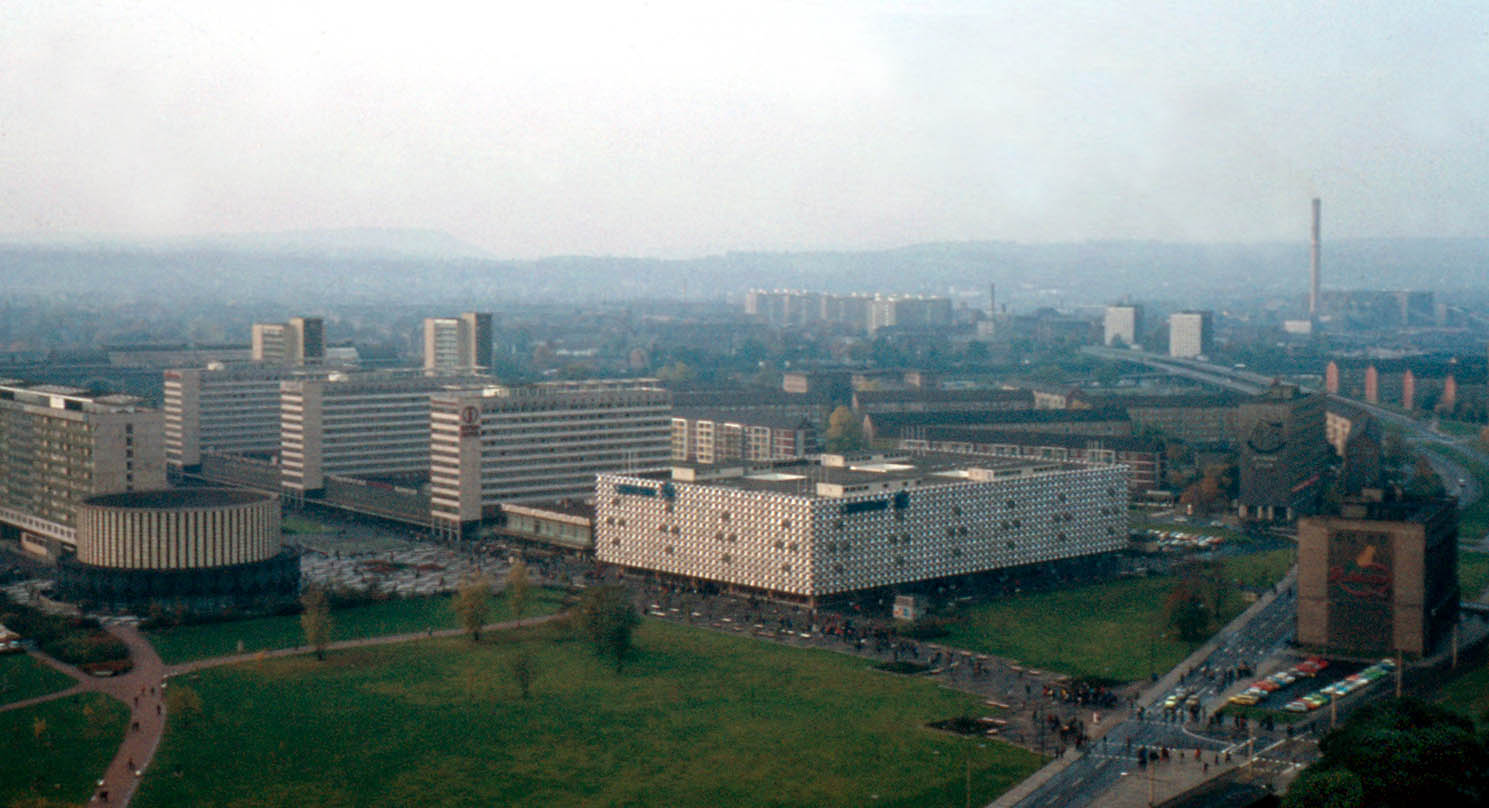
Den moderna socialistiska staden: Prager Strasse i Dresden

Arkitektur i Östtyskland beskriver den arkitektur som skapades i Östtyskland 1949-1990. 
Arkitekturen i Östtyskland kom att domineras av modernismen men detta fick litet politiskt stöd. Istället kom en klassicism att förordas, den socialistiska klassicismen eller Zuckerbäckerstil (sockerbagarstil) som utvecklats i Sovjetunionen. Arkitekturen kom att följa visionen om den socialistiska staden med breda gator, dominerade byggnader och en central plats för marscher. Typexemplet för detta ideal är Karl-Marx-Allee med Alexanderplatz i Berlin (dåvarande Östberlin). Efterhand kom denna stil att ersättas av en mer sparsmakad massproduktion som ledde fram till Plattenbau. 

## Historia
I början av Östtysklands historia gjorde de sönderbombade städerna att man i återuppbyggnadsprojekten antog avantgardistiska idéer kopplat till modernismen och förkrigstidens Bauhaus. Till exempel tog Hans Scharoun fram en stadsplan för Berlin där staden skulle delas in på nytt och decentraliseras. Idéer kopplat till den socialistiska staden och trädgårdsstaden skapades. 

### 1950-talets socialistiska klassicism
1950-talets socialistiska klassicism, populärt kallad sockerbagarstilen, var tänkt att förena socialismen och det moderna boendet med landets historiska arkitektur. Bakgrund till detta var den kulturpolitiska ideologi som Sovjetunionen införde i hela sin intressesfär. Att bygga en stil som för vidare det nationella kulturarvet fastslås i ett kulturprogram 1951. Nu ställdes modernismens ideal kopplat till Bauhaus åt sidan. Bland 1950-talets stora projekt fanns Stalinallee i Östberlin men även Eisenhüttenstadt. Återuppbyggandet av Altmarkt i Dresden gjordes i den för staden typiska barocken. Den ledande arkitekten under denna period var Hermann Henselmann.

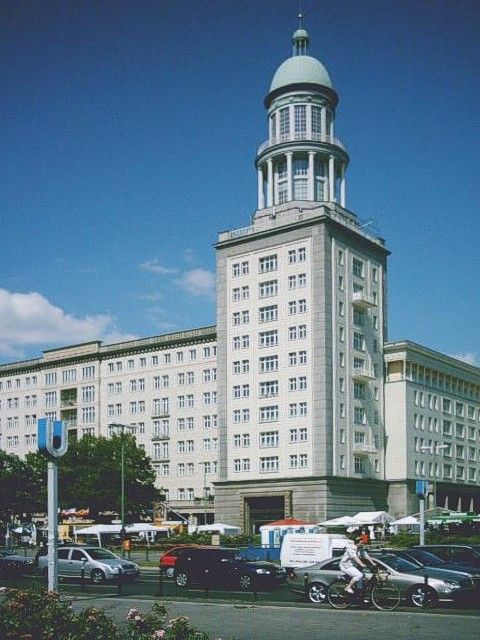
Frankfurter Tor/Karl-Marx-Allee, Berlin
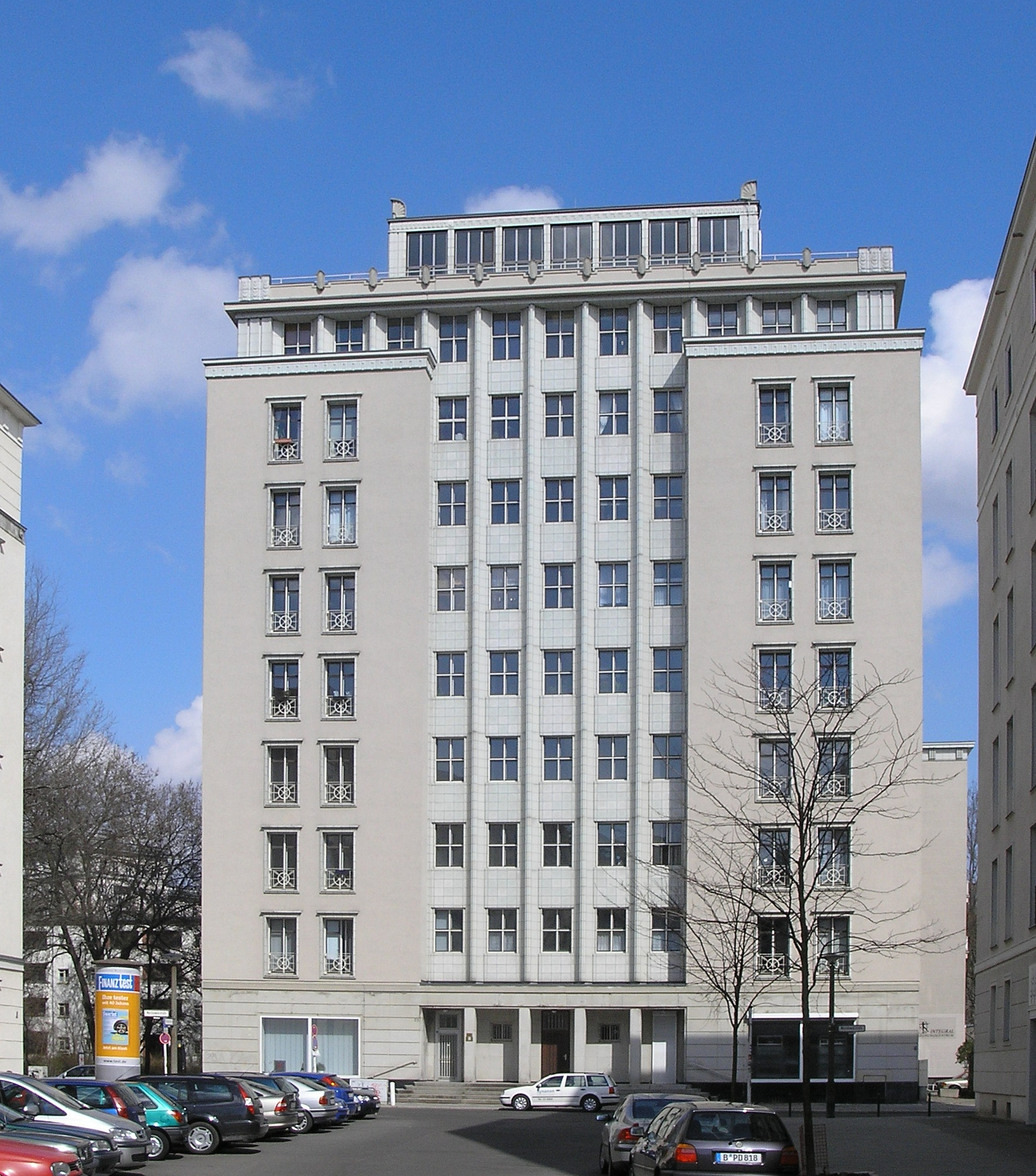
Weberwiese, Berlin
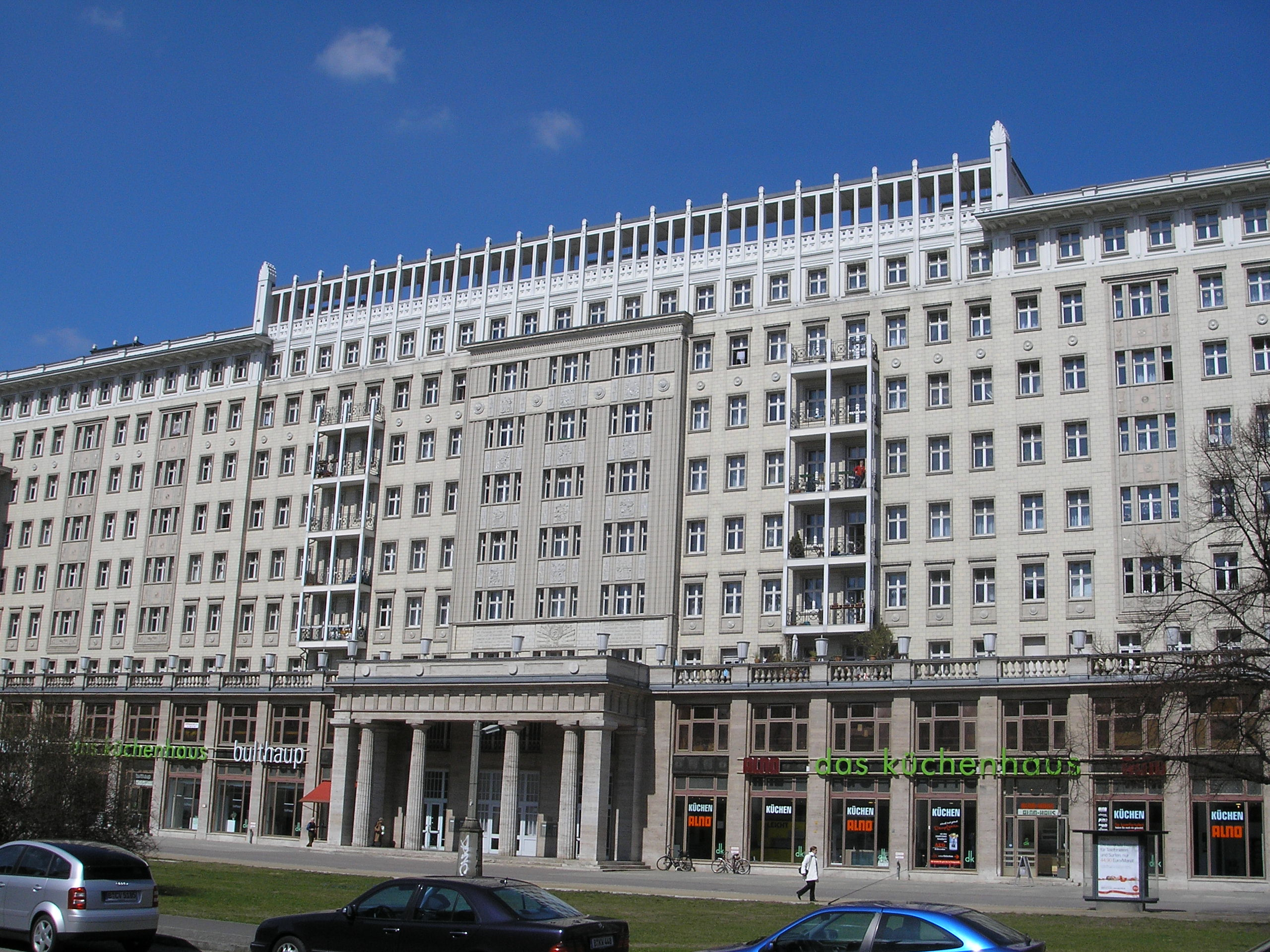
Block C på Karl-Marx-Allee
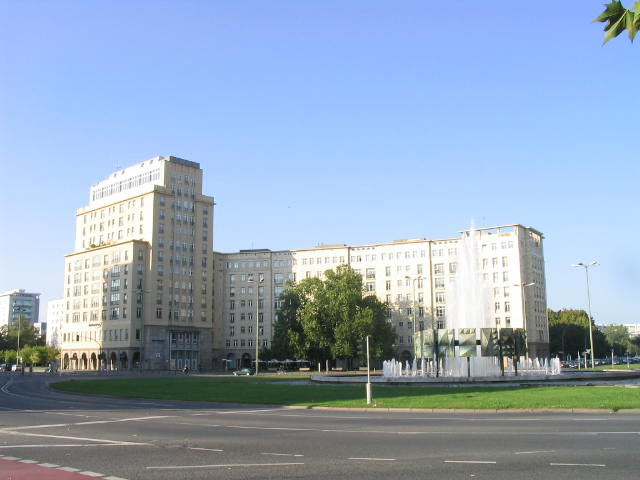
Strausberger Platz, Berlin

### Den socialistiska staden under 1960- och 1970-talet
Redan 1955 hade den kostsamma klassicistiska byggnadsstilen fått börja stå tillbaka av ideologiska och ekonomiska orsaker. Avstaliniseringen var en viktig orsak och behovet av att snabbare bygga bostäder i efterkrigstidens Östtyskland där många fortfarande saknade ordentlig bostad. Under 1960-talet effektiviserades byggandet och prefab blev det dominerande sättet att bygga både privata bostäder och offentliga byggnader. 
Östtysklands ministerråd beslöt på 1960-talet att återuppbyggnaden och den nya utformningen av Östtysklands viktiga städer skulle gå snabbare. Bredvid återuppbyggnaden av historiska byggnader skulle nu landets socialistiska identitet framhävas med "Stadtdominanten" som skulle dominera stadsbilden, inte minst gentemot kyrkor. Typexempel är TV-tornet Fernsehturm i Berlin. I anslutning till Fernsehturm byggdes representativa byggnader i Palast der Republik och Palast-Hotel.

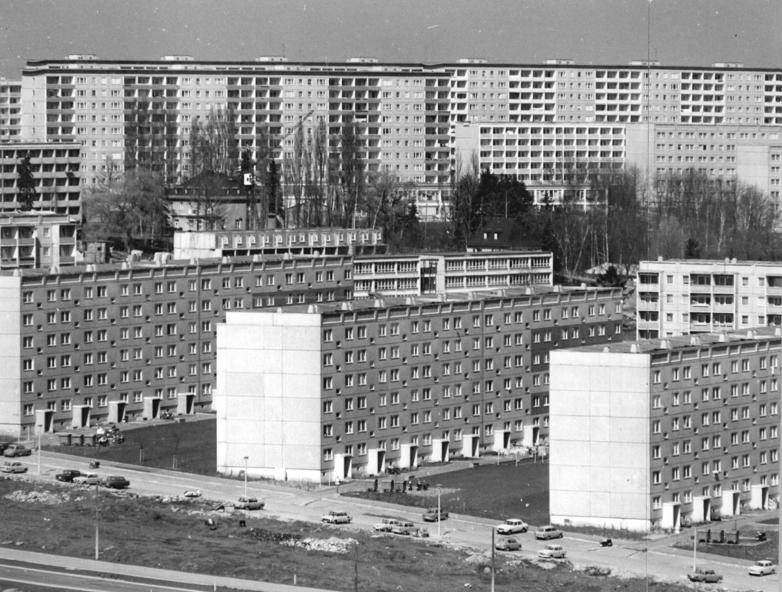
Neubaugebiet Fritz-Heckert, Karl-Marx-Stadt (dagens Chemnitz)
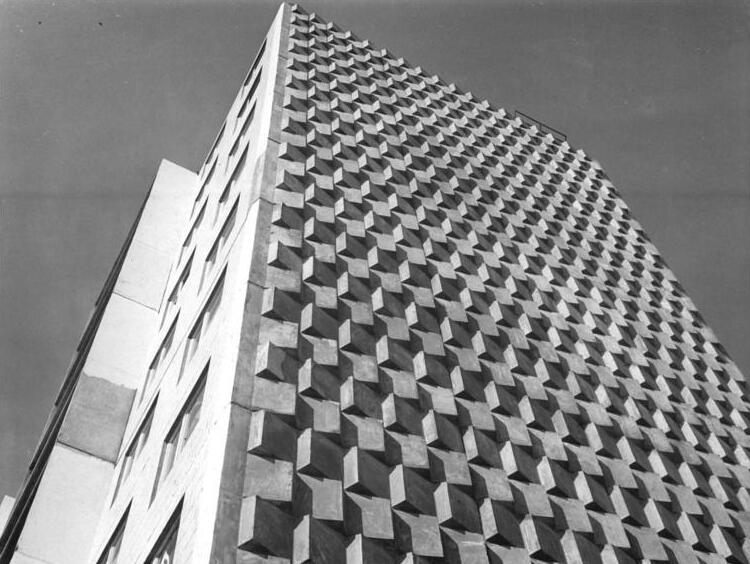
Höghusfasad, Halle-Neustadt (1967)
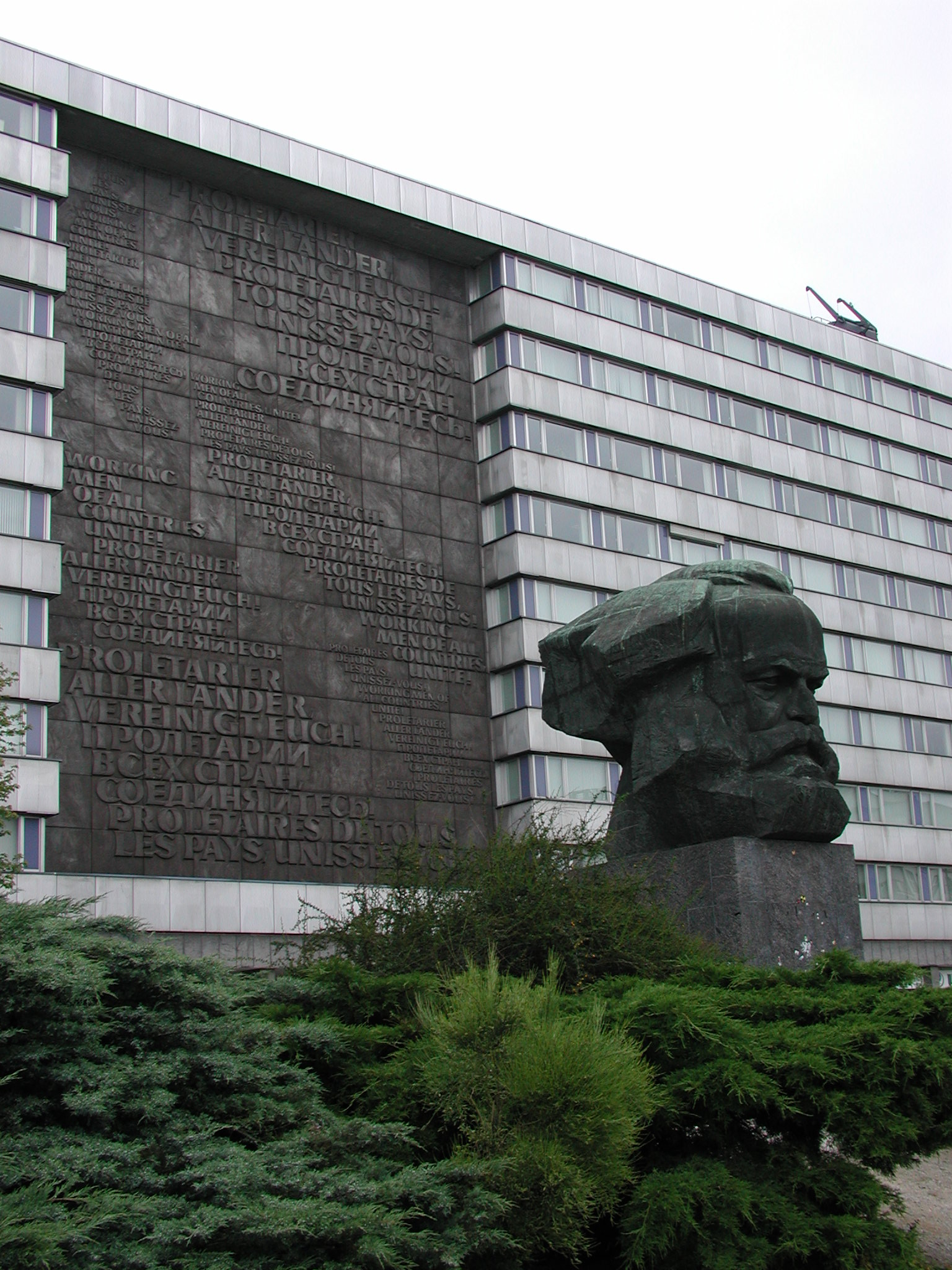
Karl-Marx-monumentet i Karl-Marx-Stadt (dagens Chemnitz)
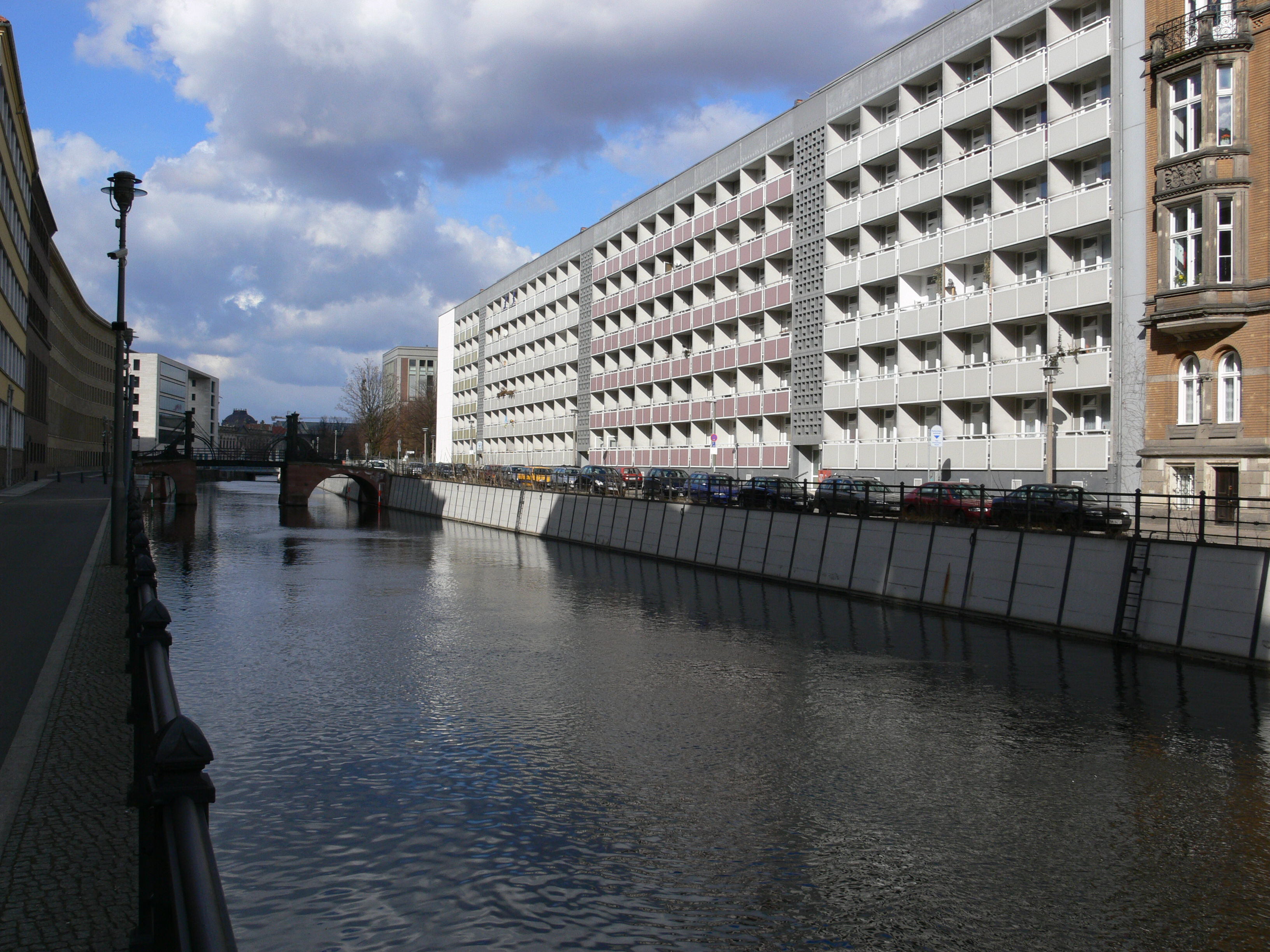
Friedrichsgracht i Berlin (1964–1968)
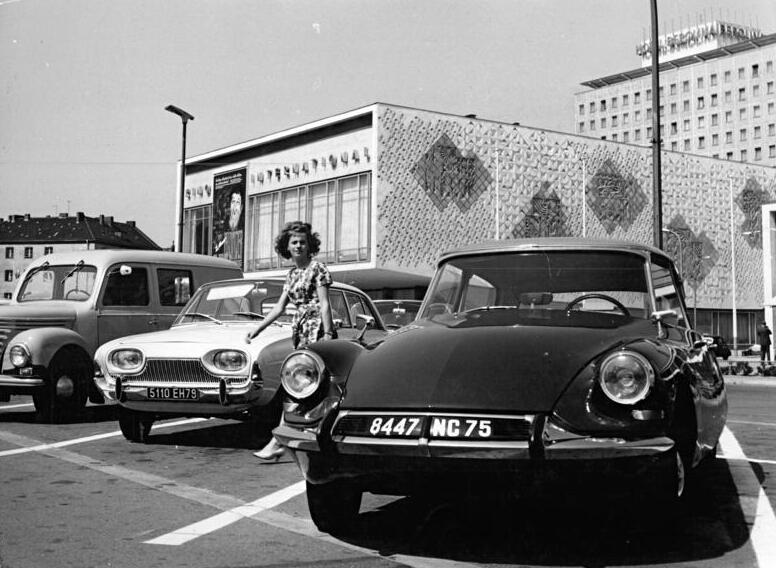
Biografen Kino International, 1964
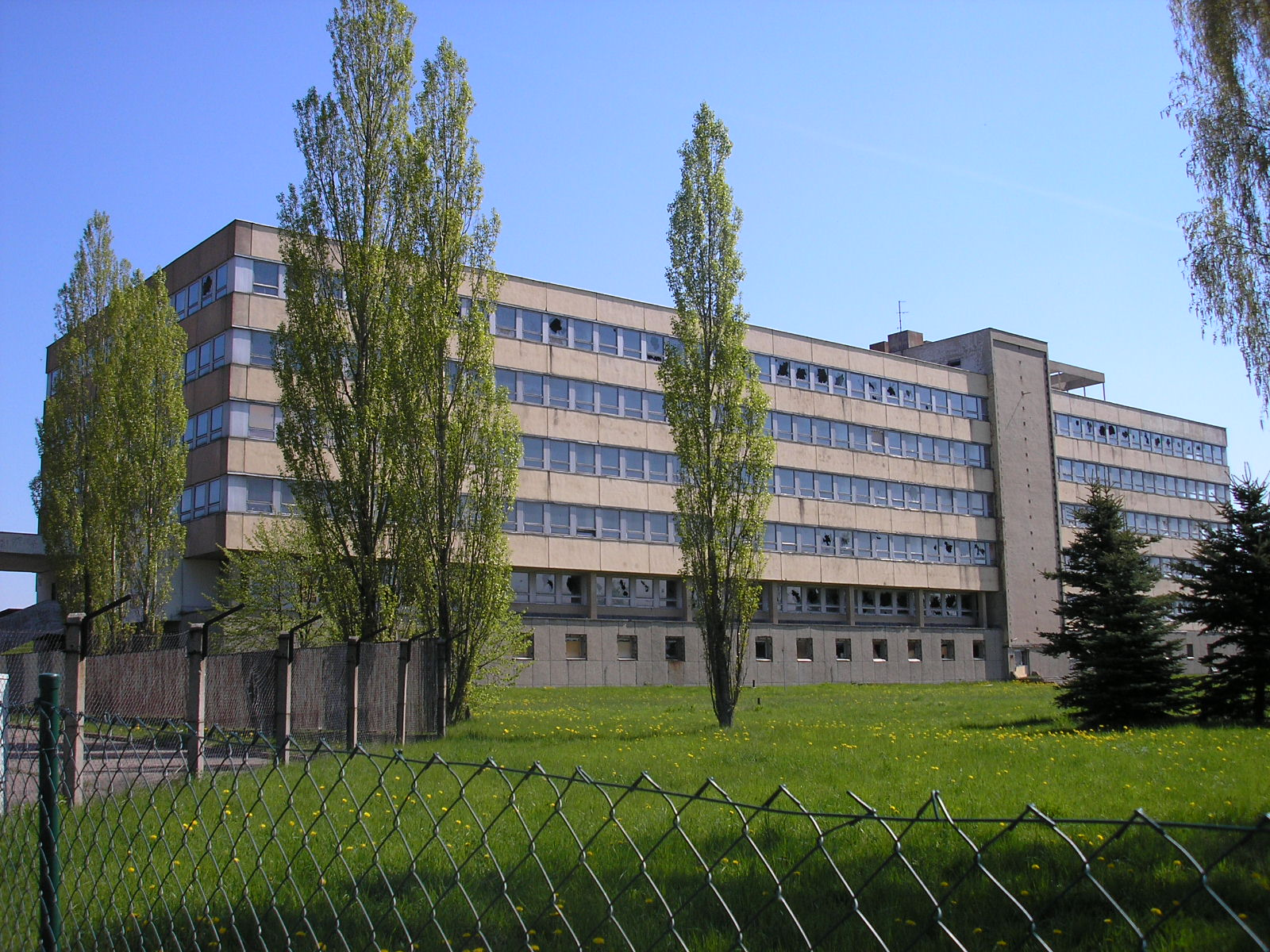
Industriarkitektur, Ilmenau (1972)
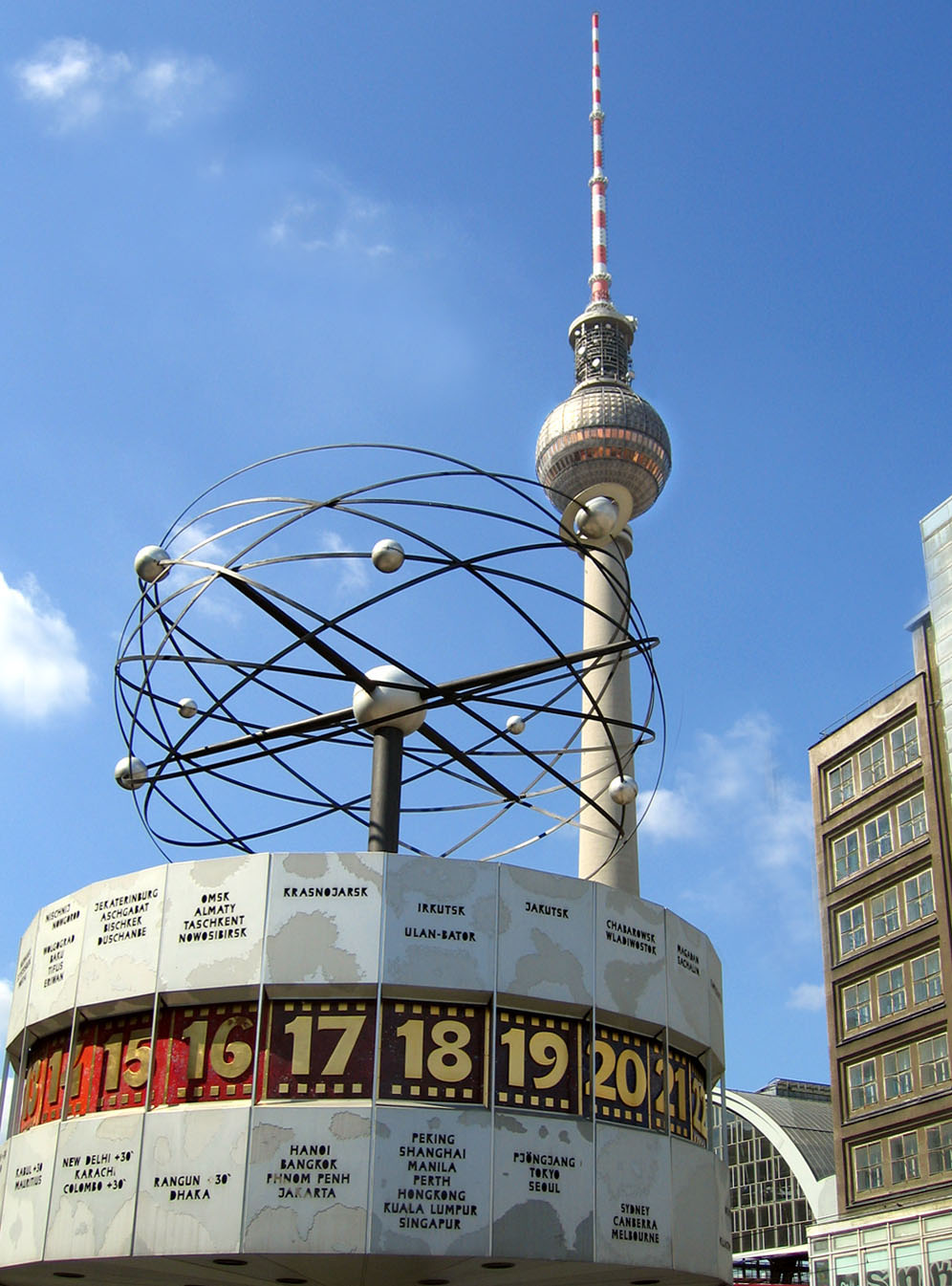
Weltzeituhr och Fernsehturm, Berlin (1964–1969)
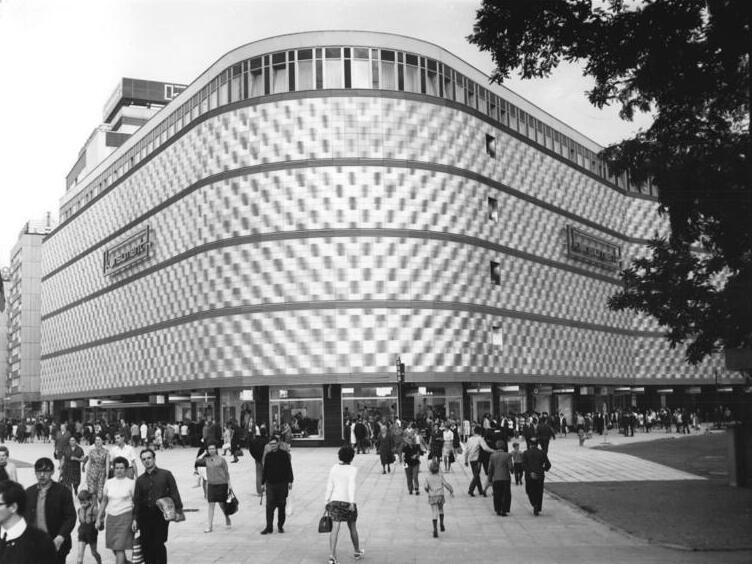
Varuhus i Leipzig (1968)

### Individualisering under 1980-talet
1960- och 1970-talets industrialiserade byggande löste inte bostadsproblemen fullt ut. Under 1980-talet kom en delvis ny inriktning att följa där man trots högre kostnader valde att bygga något mindre monotont. Till exempel byggdes Nikolaiviertel i Berlin om i en blandning av modern byggteknik inspirerad av äldre arkitektur inför Berlins 750-årsjubileum. Där Östtyskland tidigare velat accentuera socialismen i byggnaderna kom man från 1980 att se till det nationalhistoriska arvet i större utsträckning. 1985 återinvigdes till exempel Semperoper i Dresden. 

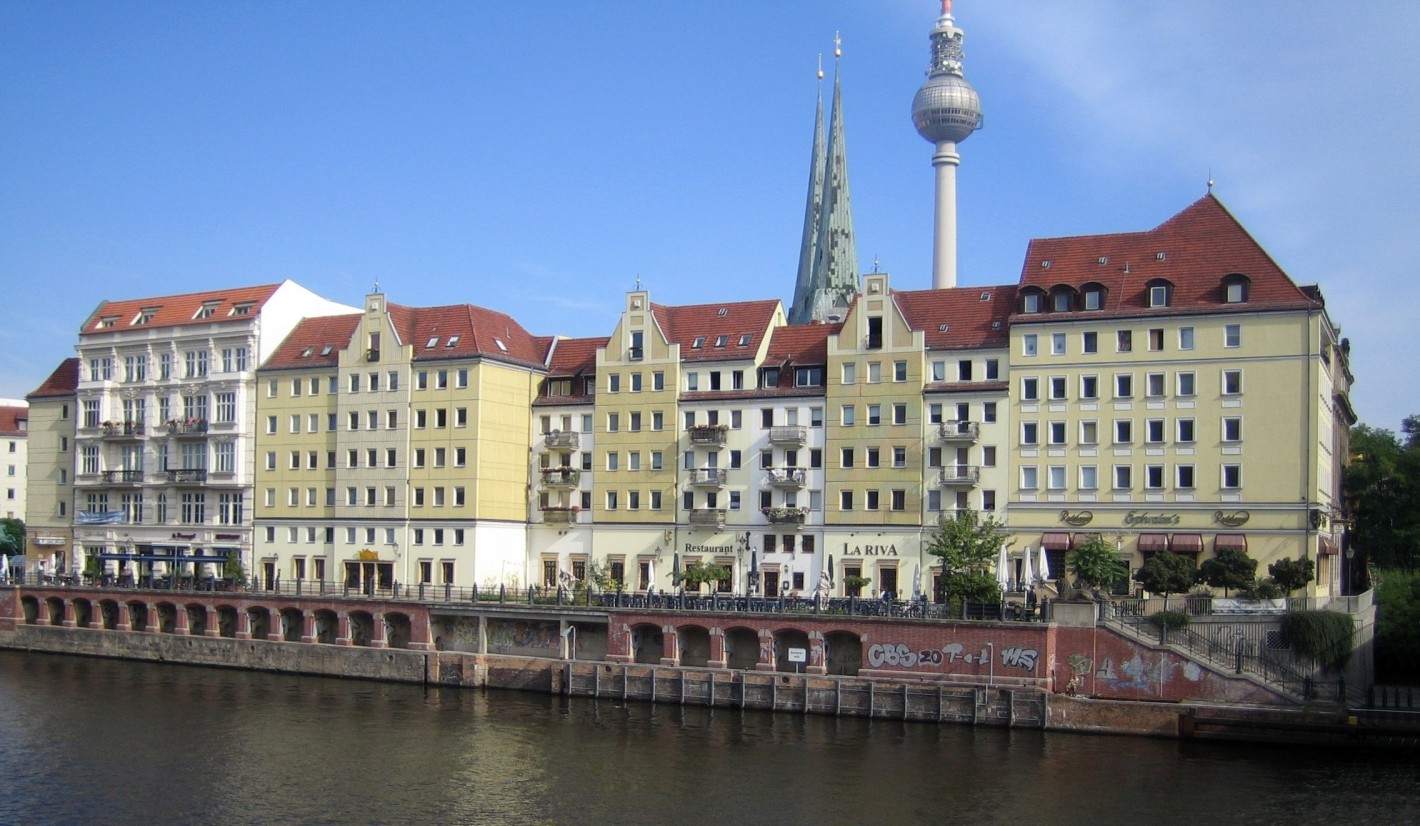
Nikolaiviertel i Berlin
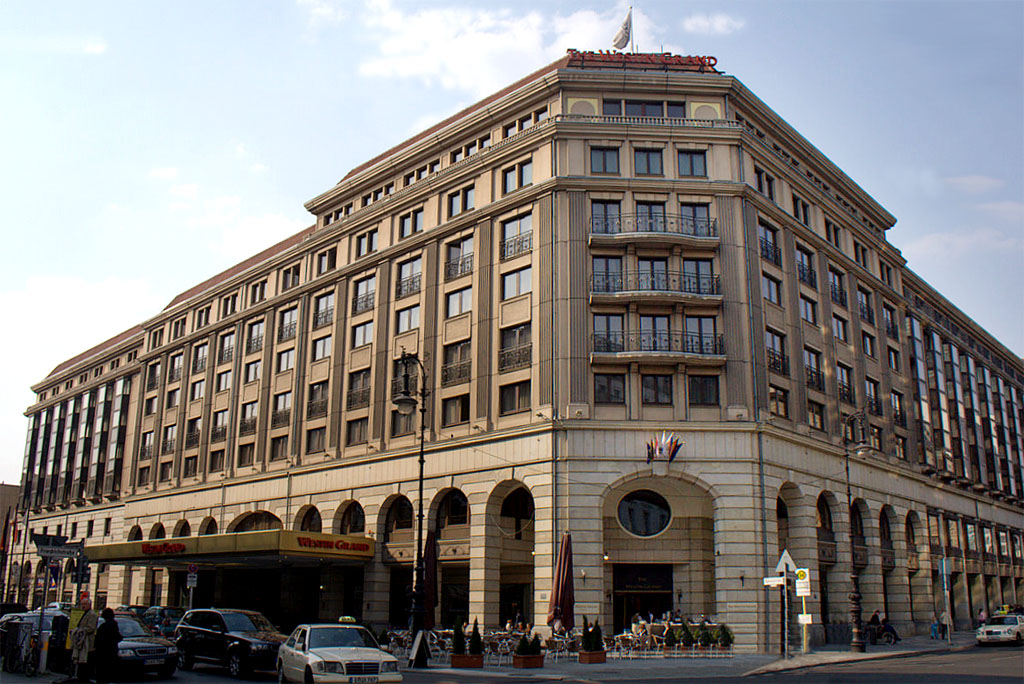
Westin Grand Hotel i Berlin-Mitte, öppnat 1987 som Interhotel
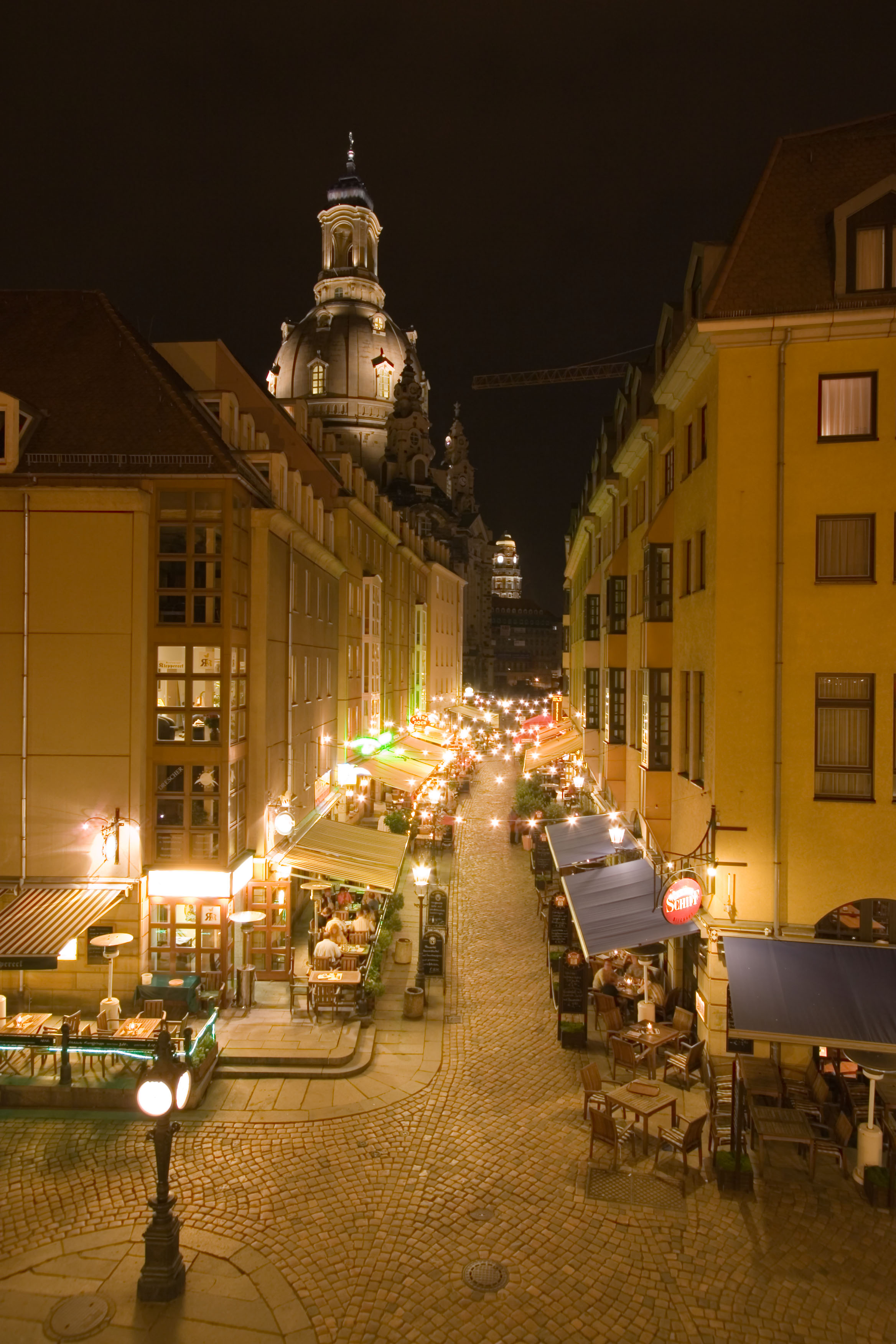
Hotel Dresdner Hof (idag Hilton)
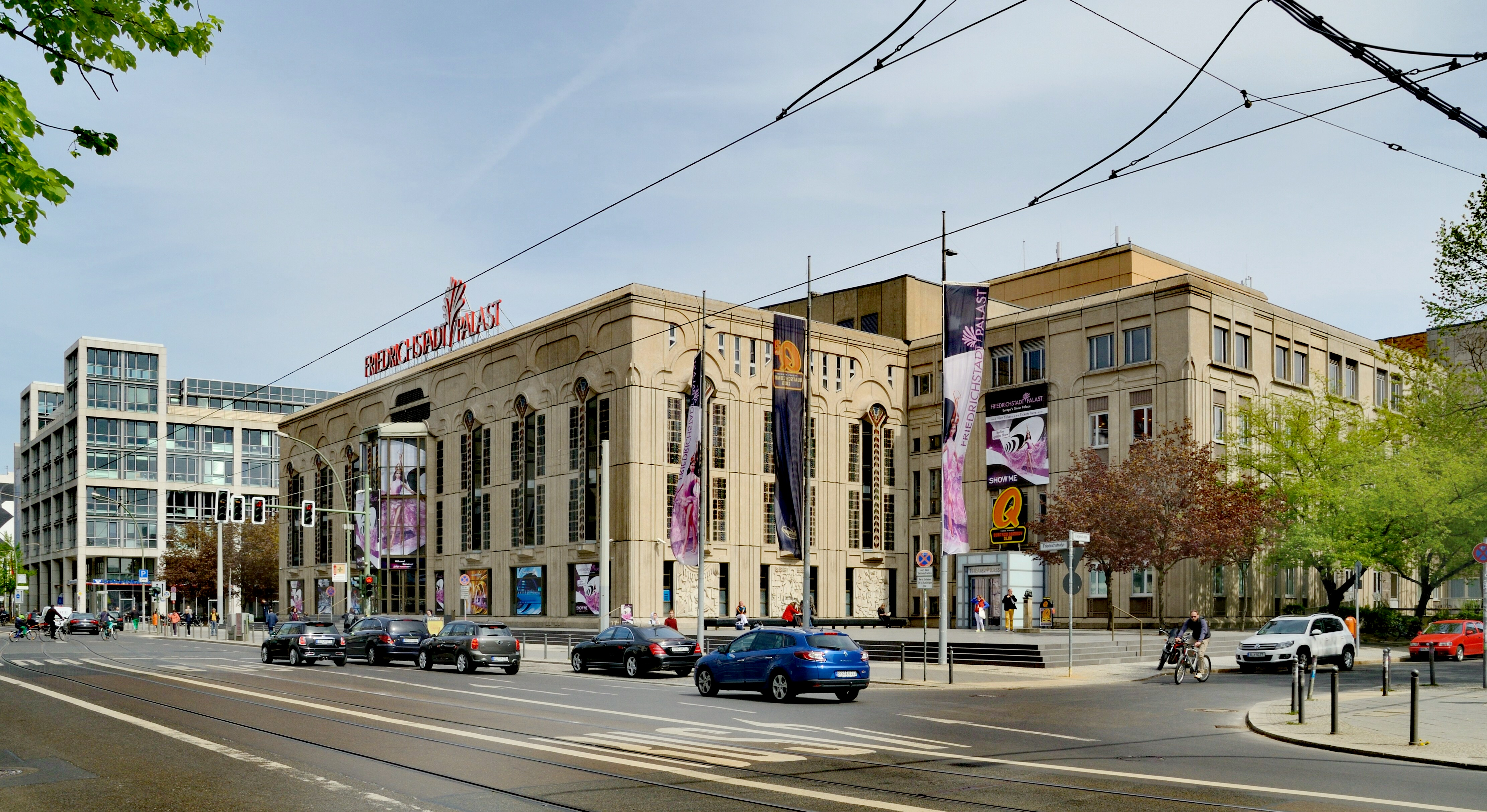
Friedrichstadt-Palast i Berlin